# Motuca (kommun)
Motuca är en kommun i Brasilien.   Den ligger i delstaten São Paulo, i den sydöstra delen av landet, 600 km söder om huvudstaden Brasília. Antalet invånare är 4 290.
Följande samhällen finns i Motuca:
- Motuca

Omgivningarna runt Motuca är en mosaik av jordbruksmark och naturlig växtlighet. Runt Motuca är det ganska glesbefolkat, med 24 invånare per kvadratkilometer.